# Artabrus
Genre
Artabrus est un genre d'araignées aranéomorphes de la famille des Salticidae.

## Distribution
Les espèces de ce genre se rencontrent en Indonésie et à Singapour.

## Liste des espèces
Selon World Spider Catalog (version 21.5, 05/10/2020) :
- Artabrus aurantipilosus Hurni-Cranston & Hill, 2020
- Artabrus erythrocephalus (C. L. Koch, 1846)

## Publication originale
- Simon, 1902 : « Études arachnologiques. 31e Mémoire. LI. Descriptions d'espèces nouvelles de la famille des Salticidae (suite). » Annales de la Société Entomologique de France, vol. 71 p. 389-421 (texte intégral).